# Cazes-Mondenard
Cazes-Mondenard település Franciaországban, Tarn-et-Garonne megyében. Lakosainak száma 1226 fő (2022. január 1.). Cazes-Mondenard Tréjouls, Durfort-Lacapelette, Lafrançaise, Lauzerte, Saint-Amans-de-Pellagal, Sauveterre és Vazerac községekkel határos.

## Népesség
A település népessége az elmúlt években az alábbi módon változott:
| Lakosok száma | 1219 | 1195 | 1203 | 1185 | 1187 | 1192 | 1203 | 1214 | 1226 |
|               | 2013 | 2015 | 2016 | 2017 | 2018 | 2019 | 2020 | 2021 | 2022 |